# Watergolven

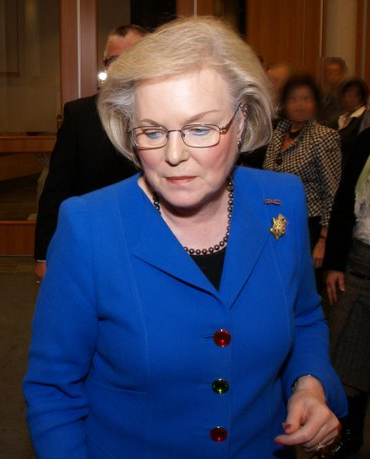
Hanja Maij-Weggen met gewatergolfd kapsel.

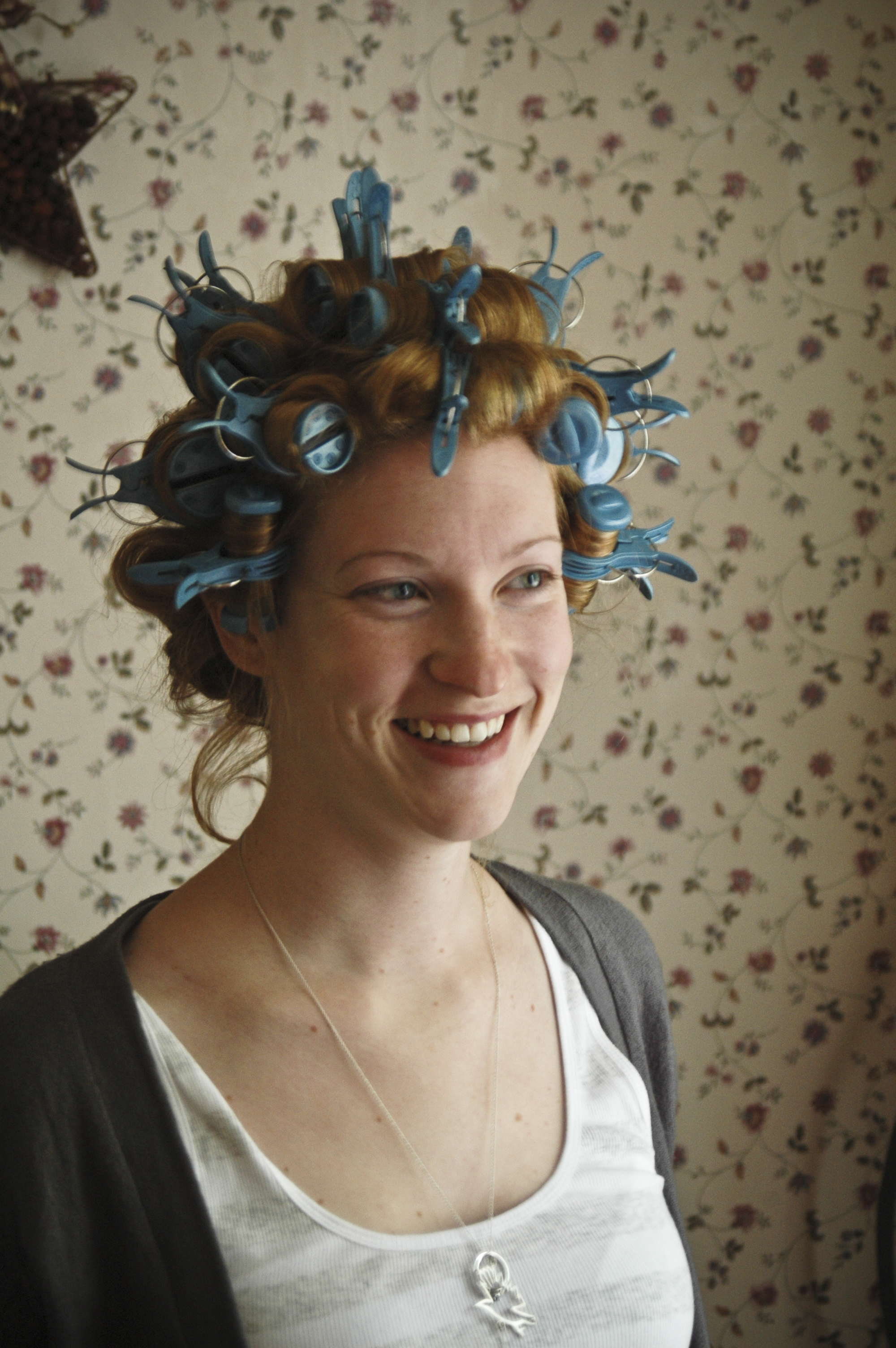
Roodharige met rollen

Watergolven is een techniek om golven of krullen aan te brengen in het hoofdhaar.
De techniek bestaat eruit dat nat haar met een verstevigingsproduct in rollen wordt gedraaid, waarna het onder een droogkap wordt gedroogd. Als vervolgens de rollen worden verwijderd en het haar wordt doorgekamd, is het haar gegolfd. Door het haar nat te maken, worden de waterstofbruggen tussen de keratineketens in het haar verbroken en wanneer het haar daarna ingerold en gedroogd wordt, herstellen de waterstofbruggen zich, met als resultaat dat het haar het gewenste volume en golven of krullen heeft. Na een regenbui of volgende wasbeurt is het effect van watergolven weer ongedaan gemaakt, doordat dit een tijdelijke bewerking is.
Watergolven wordt zowel toegepast op steil haar als op kroeshaar. Tegenwoordig is het echter gebruikelijker een permanente haargolf aan te brengen. Hierbij worden de zwavelbruggen tussen de keratineketens verbroken en dit resulteert in een blijvend effect.
Watergolf wordt nog vaak geklasseerd als "behandeling voor oudere dames", maar zonder dat velen het beseffen lopen veel jonge vrouwen met een "watergolfkapsel" rond.